# Jaskinia w Anastomozach
Jaskinia w Anastomozach lub Schronisko w kamieniołomie I – jaskinia w kamieniołomie Kapelanka w Skałkach Twardowskiego w Dzielnicy VIII Dębniki w Krakowie. Pod względem geograficznym znajduje się w mezoregionie Pomost Krakowski, będącym częścią makroregionu Bramy Krakowskiej.

## Opis obiektu
Jaskinia znajduje się w niskiej ścianie wschodniej części kamieniołomu. Ściana ta wznosi się za drzewami powyżej niewielkiego jeziorka i posiada charakterystyczne poziome pęknięcia. Otwór jaskini jest dobrze widoczny. Znajduje się na wysokości 5 m i wyjście do niego wymaga niezbyt trudnej wspinaczki (II w skali krakowskiej). Za nieregularnego kształtu otworem znajduje się wygładzona przez wodę rura freatyczna zakręcająca w lewo, dalej korytarz o ścianach wygładzonych przez wodę. Łączna długość całej jaskini wynosi 7 m. W pobliżu otworu w dnie rury występuje wymyta przez wodę denna rynna.
Skały, w których powstała jaskinia, to gruboławicowe wapienie z jury późnej. Na warstwach międzyławicowych powstały wymycia i anastomozy. Jaskinia powstała w jednym z takich międzyławicowych wymyć, a jej część przyotworowa dodatkowo przecięta jest pionową szczeliną. W jaskini brak nacieków. Namulisko składa się z ciemnobrunatnego piasku, w tylnej części korytarza z domieszką gruzu wapiennego. Jaskinia jest sucha, ale czasami z jej stropu kapie woda – w namulisku występują bowiem wykapki. W większości podlega wpływom środowiska zewnętrznego. Oświetlona jest tylko jej część przyotworowa, w końcowym odcinku za załamaniem jest ciemna.
Skałę przerastają korzenie drzew – są widoczne w tylnej części jaskini. W namulisku występuje próchnica. Wewnątrz jaskini obserwowano pająki, komary i ćmy.

## Historia eksploracji i dokumentacji
Jaskinia zapewne była dawniej większa, jednak jej część została zniszczona podczas eksploatacji kamieni. Po raz pierwszy wzmiankowana była przez M. Szelerewicza i A. Górnego jako Schronisko w Kamieniołomie I z podaną długością 5 m. Pierwszy plan opracowali R. Stachnik i M. Nęcki w 1995 r. W styczniu 1999 r. B. Słobodzian sporządził dokumentację jaskini. W 2005 r. w opisie inwentarzowym J. Baryły, A. Górnego, M Pruca, B. Słobodziana i M. Szelerewicza pojawia się pod nazwą Schronisko w Anastomozach.
Namulisko środkowej części jaskini było rozkopywane.

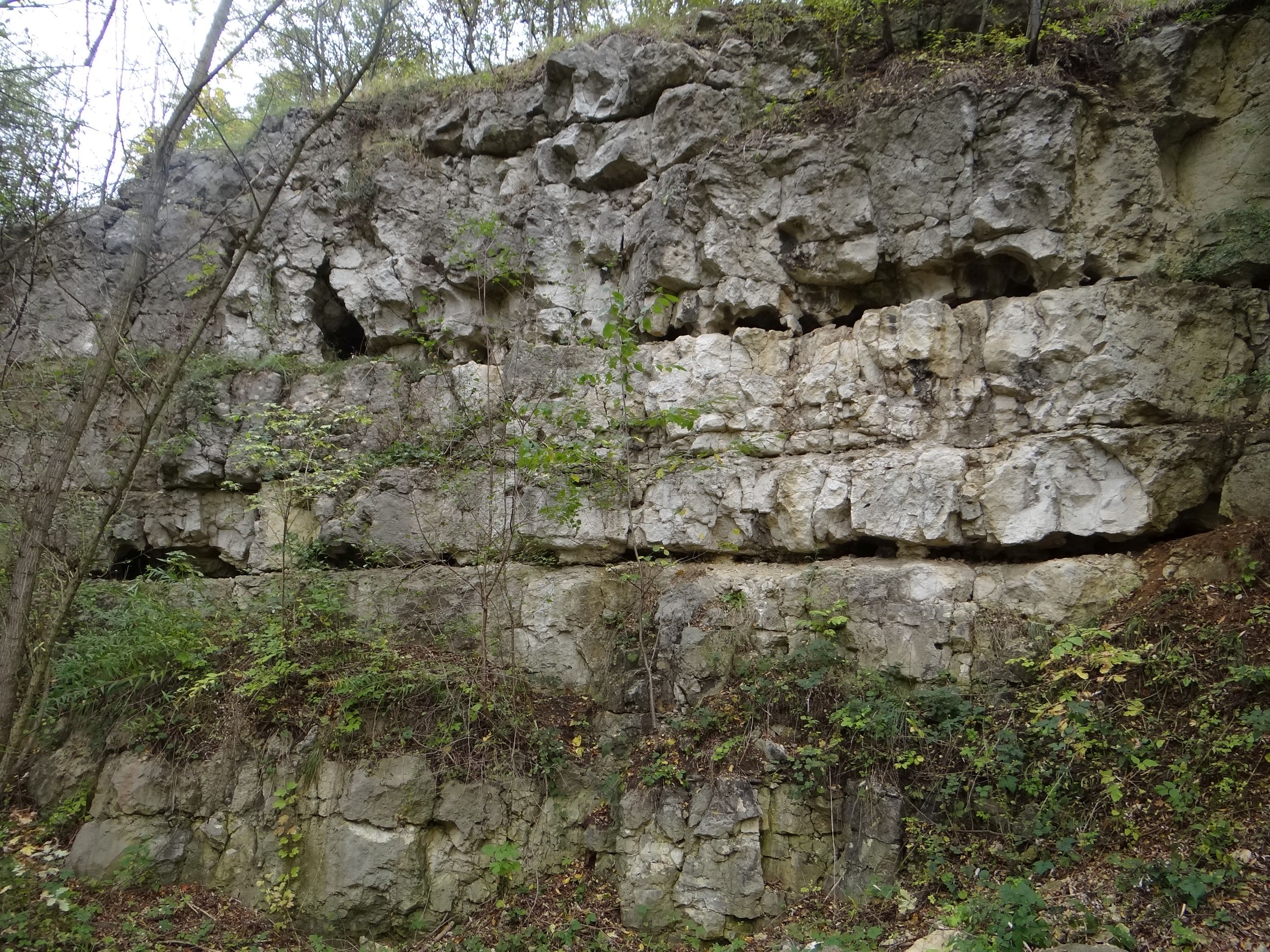
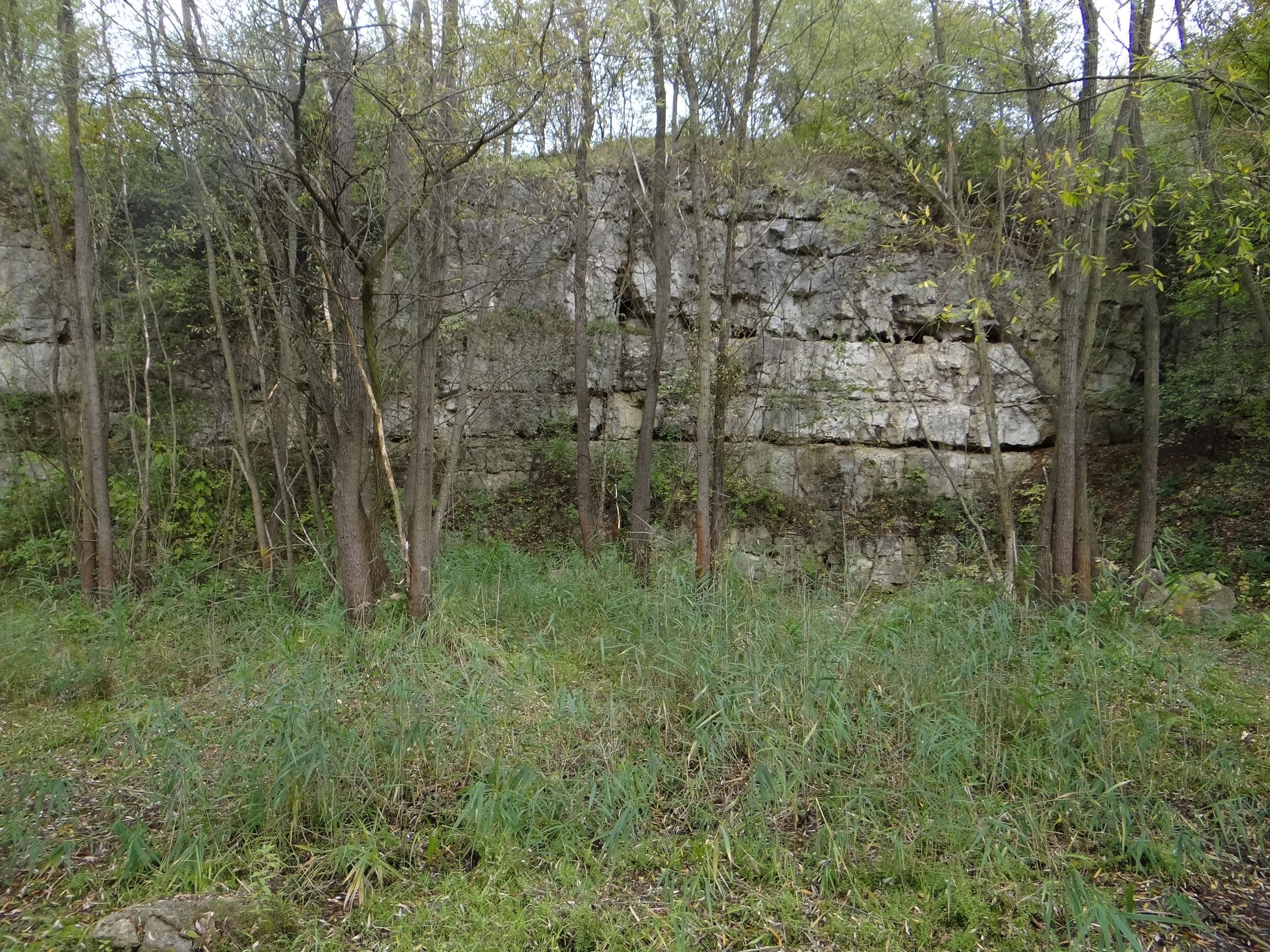
Ściana kamieniołomu z jaskinią
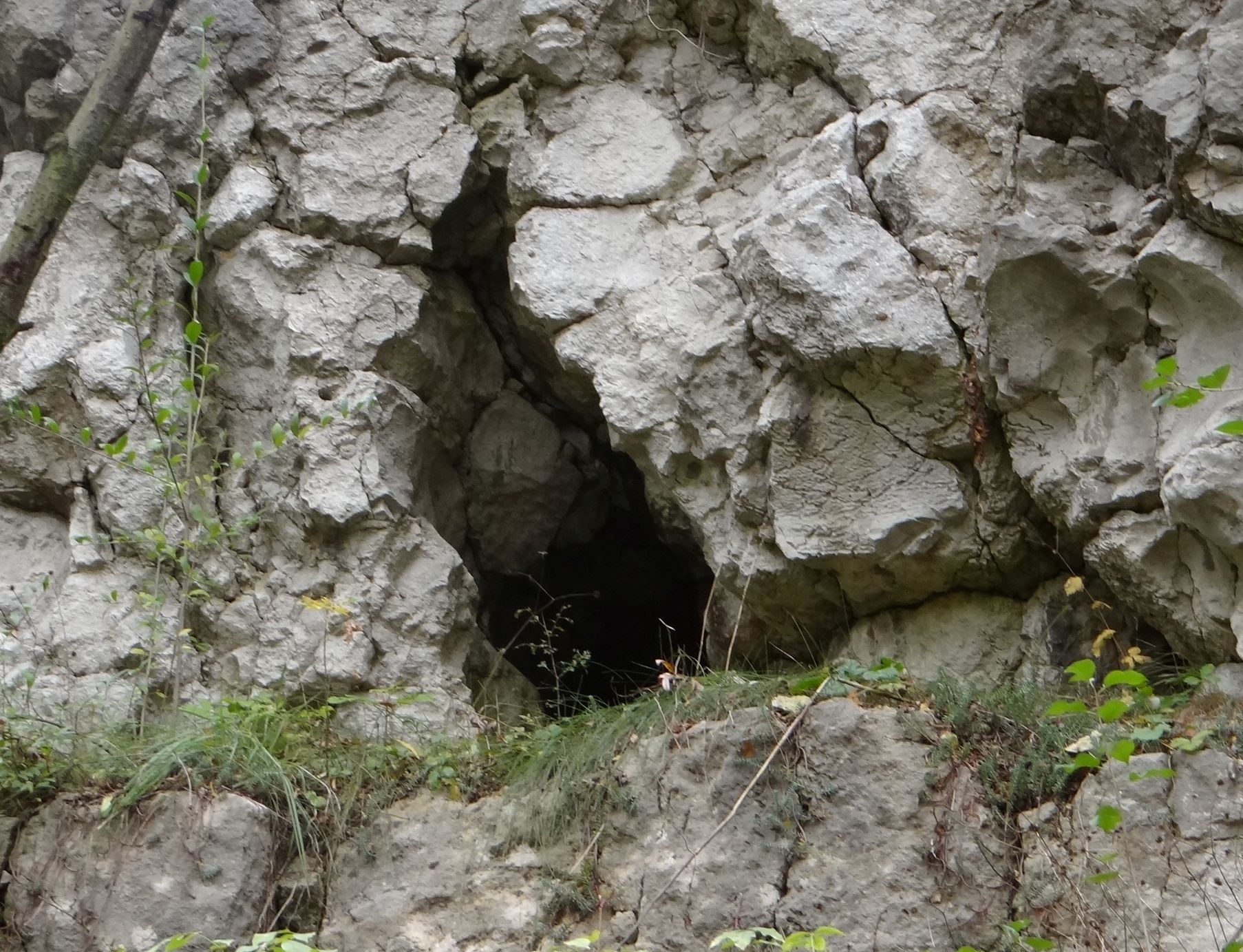
Otwór
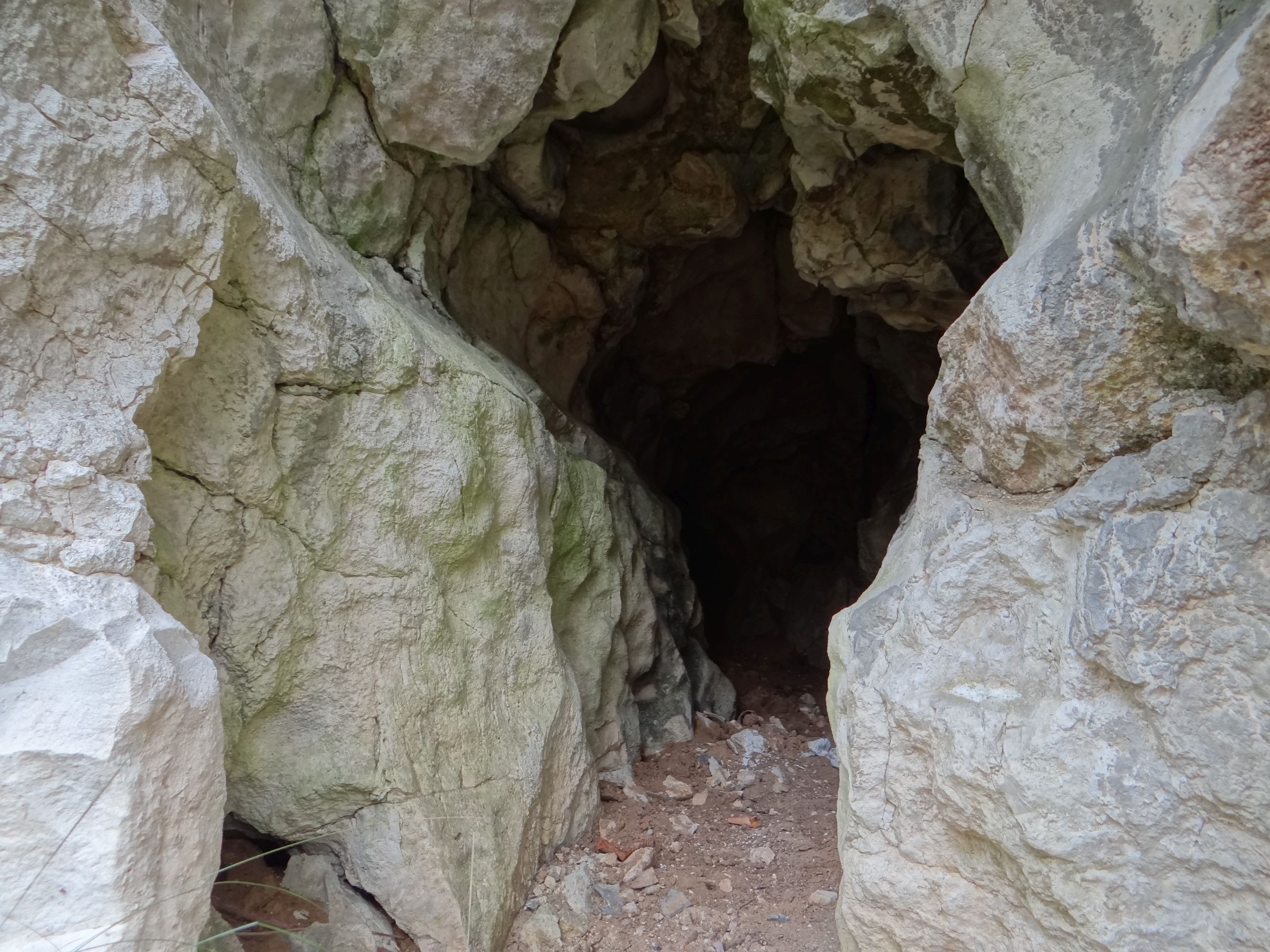
Otwór
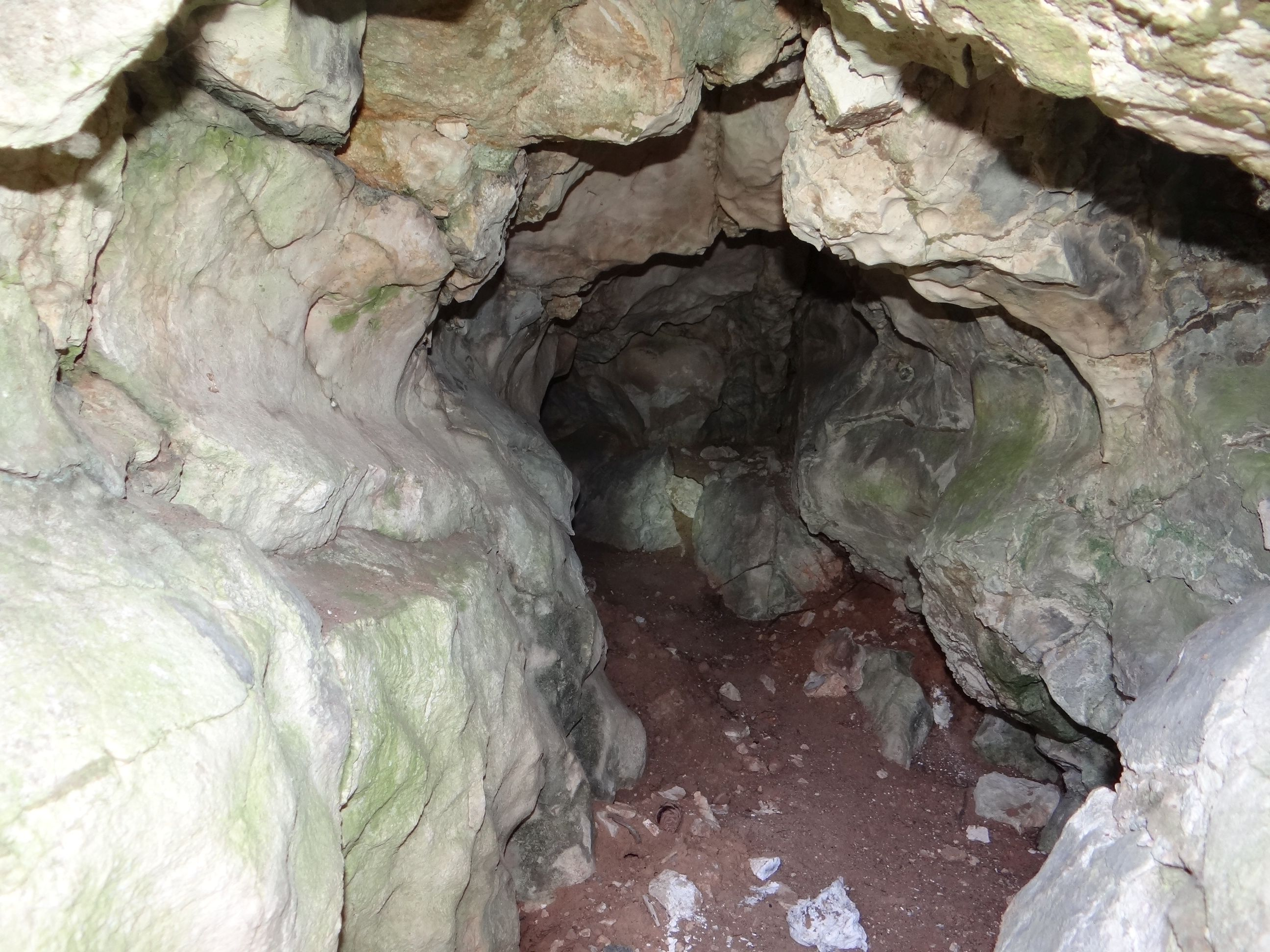
Myta rura za otworem

Po prawej stronie muru skalnego z Jaskinią w Anastomozach znajduje się u podstawy tego muru Schronisko obok Anastomozów.